# Seznam naselij v Videmski pokrajini
V seznamu so našteta naselja 137 občin v Videmski pokrajini. Na prvem mestu je navedeno uradno italijansko poimenovanje in nato v oklepaju slovensko. Kjer ni navedeno slovensko ime, naselje ni slovensko, oziroma se intervjuvani domačini več ne spomnejo slovenskega poimenovanja. Nekatera naselja imajo dve obliki slovenskega imena, lokalno in knjižno.
Za primerjavo glej tudi Seznam slovenskih zemljepisnih imen (toponimov) Furlanije - Julijske krajine.

## Občina Aiello del Friuli
Aiello del Friuli, Joannis, Uttano, Novacco

## Občina Amaro
Amaro

## Občina Ampezzo
Ampezzo, Oltris, Voltois

## ObčinaAquileia(Oglej)
Aquileia (Oglej), Beligna, Belvedere, Monastero, Viola

## Občina Arta Terme
Arta Terme, Avosacco, Cabia, Cedarchis, Lavoreit, Lovea, Piano d'Arta, Piedim, Plan di Cochess, Rinch, Rivalpo, Rosa dei Venti, Valle

## Občina Artegna
Artegna

## ObčinaAttimis(Ahten)
Attimis (Ahten), Forame (Malina), Partistagno, Porzus (Porčinj), Racchiuso, Subit (Subid)

## Občina Bagnaria Arsa
Bagnaria Arsa, Campolonghetto, Castions delle Mura, Privano, Sevegliano

## Občina Basiliano
Basagliapenta, Basiliano, Blessano, Orgnano, Variano, Villaorba, Vissandone

## Občina Bertiolo
Bertiolo, Pozzecco, Sterpo, Virco

## Občina Bicinicco
Bicinicco, Cuccana, Felettis, Griis

## Občina Bordano
Bordano, Interneppo

## Občina Buja
Arba, Arrio, Avilla, Buja, Ca' Martino, Campo Garzolino, Caspigello, Codesio, Collosomano, Madonna, Monte, Ontegnano, Sala, Saletti, San Floreano, Santo Stefano, Solaris, Sopramonte, Sottocolle, Sottocostoia, Strambons, Tomba, Tonzolano, Urbignacco, Ursinins Grande, Ursinins Piccolo

## Občina Buttrio
Buttrio, Caminetto, Camino, Vicinale

## Občina Camino al Tagliamento
Bugnins, Camino al Tagliamento, Glaunicco, Gorizzo, Pieve di Rosa, San Vidotto, Straccis

## Občina Campoformido
Basaldella, Bressa, Campoformido, Villa Primavera

## ObčinaCampolongo Tapogliano
Campolongo al Torre, Cavenzano, San Leonardo, Tapogliano

## Občina Carlino
Carlino

## Občina Cassacco
Cassacco, Conoglano, Martinazzo, Montegnacco, Raspano

## Občina Castions di Strada
Castions di Strada, Morsano di Strada

## Občina Cavazzo Carnico
Cavazzo Carnico, Cesclans, Mena, Somplago

## Občina Cercivento
Cercivento di Sopra, Cercivento di Sotto

## Občina Cervignano del Friuli
Borgo Fornasir, Case Gortani, Cervignano del Friuli (Červinjan), Muscoli, Pradiziolo, San Gallo, Scodovacca, Strassoldo

## Občina Chiopris-Viscone
Chiopris, Viscone

## Občina Chiusaforte
Casasola, Chiout Cali, Chiout Micheli, Chiusaforte (Kluže), Patocco, Pianatti, Piani di là, Piani di qua, Piani di sotto, Raccolana (Reklanica), Roveredo, Saletto, Sella Nevea (Na Žlebeh), Sotmedons, Stretti, Villanova

## Občina Cividale del Friuli (Čedad)
Carraria, Cividale del Friuli (Čedad), Gagliano, Grupignano, Fornalis, Purgessimo (Prešnje), Rualis, Rubignacco, San Giorgio, Sanguarzo (Šenčur), Spessa

## Občina Codroipo
Beano, Biauzzo, Codroipo, Goricizza, Iutizzo, Lonca, Muscletto, Passariano, Pozzo, Rividischia, Rivolto, San Martino, San Pietro, Zompicchia

## Občina Colloredo di Monte Albano
Caporiacco, Colloredo di Monte Albano, Mels

## Občina Comeglians
Calgaretto, Comeglians, Maranzanis, Mieli, Noiaretto, Povolaro, Runchia, Tualis

## Občina Corno di Rosazzo
Corno di Rosazzo (Koren)

## Občina Coseano
Barazzetto, Cisterna, Coseanetto, Coseano, Maseris, Nogaredo

## Občina Dignano
Bonzicco, Carpacco, Dignano, Vidulis

## Občina Dogna
Balador, Chioutdipuppe, Chioutmartin, Chioutpupin, Chioutzuquin, Piccolcolle, Plagnis, Porto, Prerit, Prerit di Sopra, Roncheschin, Saletto, Vidali, Visocco

## Občina Drenchia (Dreka)
Clabuzzaro (Brieg, Breg), Crai (Kraj), Cras (Kras), Drenchia Inferiore (Dolenja Dreka), Drenchia Superiore (Gorenja Dreka), Lase (Laze), Malinsche (Malinsko), Obenetto (Dubenije), Obranche (Obranki), Oznebrida (Očne Bardo), Paciuch (Pacuh), Peternel (Peternel), Prapotnizza (Praponca), San Volfango (Svet Štuoblank, Štoblank), Trinco (Trinko), Trusgne (Trušnje), Zavart (Zavart), Zuodar (Cuoder, Coder).

## Občina Enemonzo
Colza, Enemonzo, Esemon di Sotto, Fresis, Maiaso, Quinis, Tartinis

## Občina Faedis (Fojda)
Campeglio, Canal del ferro (Podvile), Canal di Grivò (Podklap), Canebola (Čanebola), Clap (Podrata), Colloredo di Soffumbergo, Costalunga (Vila), Costapiana (Raune), Faedis (Fojda), Raschiacco, Ronchis, Stremiz (Garmovščica), Valle di Soffumbergo (Podcierkuo, Pod cerkvo)

## Občina Fagagna
Battaglia, Ciconicco, Fagagna, Madrisio, San Giovanni in Colle, Villalta

## ObčinaFiumicello Villa Vicentina
Borgo Candelettis, Borgo Malborghetto, Borgo Pacco, Borgo Sandrigo, Capo di Sopra, Fiumicello, Papariano, San Antonio, San Lorenzo, San Valentino, Villa Vicentina

## Občina Flaibano
Flaibano, S. Odorico al Tagliamento

## Občina Forgaria nel Friuli
Cornino, Flagogna, Forgaria nel Friuli (furlansko: Forgjarie, lokalno Forgjaria), Monte Prat, San Rocco

## Občina Forni Avoltri
Collina, Collinetta, Forni Avoltri, Frassenetto, Sigilletto

## Občina Forni di Sopra
Andrazza, Cella, Forni di Sopra, Vico

## Občina Forni di Sotto
Baselia, Forni di Sotto, Tredolo

## Občina Gemona del Friuli (Gumin, Humin)
Campagnola, Campolessi, Gemona del Friuli (Humin, Gumin), Godo, Gois, Maniaglia, Ospedaletto, Piovega, Stalis, Taboga, Taviele

## Občina Gonars
Bordiga, Fauglis, Gonars, Ontagnano

## Občina Grimacco  (Garmak)
Arbida (Arbida), Brida Inferiore  (Dolenje Bardo), Brida Superiore (Gorenje Bardo), Canalaz (Kanalac), Clodig (Hlodič), Costne (Hostno), Dolina (Vodopivac), Grimacco Inferiore (Mali Garmak), Grimacco Superiore (Veliki Garmak), Liessa (Lesa), Lombai (Lombaj), Plataz (Platac), Podlach (Podlak), Rucchin (Zaločilo, Rukin), Scale (Skale), Seuza (Seucè, Selce), Slapovicco (Slapovik), Sverinaz (Zverinac), Topolò (Topoluove, Topolovo), Ville di Mezzo

## Občina Latisana
Bevazzana, Gorgo, Latisana, Latisana Marittima, Latisanotta, Pertegada

## Občina Lauco
Allegnidis, Avaglio, Buttea, Lauco, Trava, Vinaio

## Občina Lestizza
Galleriano, Lestizza, Nespoledo, Santa Maria, Sclaunicco, Villacaccia

## Občina Lignano Sabbiadoro
Lignano Sabbiadoro

## Občina Lusevera (Bardo)
Cesariis (Podbardo), Lusevera (Bardo), Micottis (Sedlišča, Mekota), Musi (Mužac), Pers (Breg), Pradielis (Ter), Vedronza (Njivica), Villanova (Zavarh)

## Občina Magnano in Riviera
Magnano in Riviera

## Občina Majano
Casasola, Comerzo, Farla, Majano, Pers, S. Eliseo, S. Salvatore, S. Tomaso, Susans, Tiveriacco

## Občina Malborghetto Valbruna  (Naborjet - Ovčja vas)
Bagni di Lusnizza (Lužnice), Cucco (Kuk), Malborghetto (Naborjet), Santa Caterina (Šenkatríja), Ugovizza (Ukve), Valbruna (Ovčja ves)

## Občina Manzano
Case, Manzano, Manzinello, Oleis, Rosazzo, San Lorenzo, San Nicolò, Soleschiano

## Občina Marano Lagunare
Marano Lagunare

## Občina Martignacco
Ceresetto, Faugnacco, Martignacco, Nogaredo di Prato, Torreano

## Občina Mereto di Tomba
Mereto di Tomba, Pantianicco, Plasencis, San Marco, Savalons, Tomba

## Občina Moggio Udinese (Možac)
Bevorchians, Campiolo, Dordolla, Grauzaria, Moggessa, Moggio Udinese (Možac), Monticello, Ovedasso, Pradis-Chiaranda, Stavoli

## Občina Moimacco
Bottenicco,  Moimacco

## Občina Montenars
Capovilla, Cologna, Cretto (Ovše), Flaipano (Fejplan), Frattins (Fratiči), Iòuf, Isola, Montenars (Montenare), Plazzariis

## Občina Mortegliano
Chiasiellis, Lavariano, Mortegliano

## Občina Moruzzo
Alnicco, Brazzacco, Modotto, Moruzzo, Santa Margherita del Gruagno

## Občina Muzzana del Turgnano
Casali Franceschinis, Muzzana del Turgnano

## Občina Nimis (Neme)
Cergneu (Černjeja), Chialminis (Vizont), Monteprato (Karnice), Nimis (Neme), Nongruella (Orenjena), Pecolle (Dobje), Ramandolo (Romandol), Tamar (Tamor), Torlano, Vallemontana (Konolič)

## Občina Osoppo
Osoppo, Pineta, Rivoli

## Občina Ovaro
Agrons, Cella, Chialina, Clavais, Cludinico, Entrampo, Lenzone, Liariis, Luincis, Luint, Mione, Muina, Ovaro, Ovasta

## Občina Pagnacco
Castellerio, Fontanabona, Lazzacco, Modoletto, Pagnacco, Plaino, Zampis

## Občina Palazzolo dello Stella
Modeano, Palazzolo dello Stella, Piancada, Polesan

## Občina Palmanova
Jalmicco, Palmanova, San Marco, Sottoselva

## Občina Paluzza
Casteons, Cleulis, Naunina, Paluzza, Rivo, Timau

## Občina Pasian di Prato
Colloredo di Prato, Pasian di Prato, Passons

## Občina Paularo
Casaso, Chiaulis, Dierico, Misincinis, Paularo, Ravinis, Rio, Salino, Trelli, Villamezzo

## Občina Pavia di Udine
Chiasottis, Cortello, Lauzacco, Lumignacco, Moretto, Pavia di Udine, Percoto, Persereano, Popereacco, Risano, Ronchi, Selvuzzis

## Občina Pocenia
Pocenia, Paradiso di Pocenia, Roveredo, Torsa

## Občina Pontebba (Tablja)
Aupa, Pietratagliata, Pontebba (Tablja), Laglesie San Leopoldo (Lipalja vas), Studena Alta, Studena Bassa

## Občina Porpetto
Castello, Corgnolo, Pampaluna, Porpetto, Villalta

## Občina Povoletto
Bellazoia, Belvedere, Grions del Torre, Magredis, Marsure di Sopra, Marsure di Sotto, Povoletto, Primulacco, Ravosa, Salt, Savorgnano del Torre, Siacco

## Občina Pozzuolo del Friuli
Cargnacco, Carpeneto, Pozzuolo del Friuli, Sammardenchia, Terenzano, Zugliano

## Občina Pradamano
Lovaria, Pradamano

## Občina Prato Carnico
Avausa, Croce, Osais, Pesariis, Pieria, Pradumbli, Prato Carnico, Prico, Sostasio, Truia

## Občina Precenicco
Precenicco, Titiano

## Občina Premariacco
Azzano, Firmano, Ipplis, Leproso, Orsaria, Paderno, Premariacco

## Občina Preone
Preone

## Občina Prepotto (Prapotno)
Albana (Ibana), Berda (Budoži), Brischis, Bodigoi (Budgoji), Bordon (Bordoni), Bucovizza (Bukovica), Cauz (Kalc), Castelmonte (Stara gora), Cialla (Čela), Ciubiz (Čubci), Cladrecis (Selce), Codromaz (Kodermaci), Cosson (Košoni), Covacevizza (Kovačevica), Craoretto, Cras (Kras), Fragelis, Marcolino (Lajšče), Molino Vecchio, Novacuzzo, Oborza (Oborče), Podresca (Podarskije), Poianis, Ponte Miscecco (Podmišček), Potclanz (Podklanac), Prepotischis (Muci), Prepotto (Prapotno), Salamant (Salamanti), San Pietro di Chiazzacco (Teje), Stregna di Prepotto (Srednje), Tercimonte (Tarčmun, Trčmun)

## Občina Pulfero  (Podbonesec)
Antro (Landar), Biacis (Bijače), Bisonta (Bizonta), Brischis (Brišča), Brocchiana (Bročana), Buttera (Butere), Calla (Kal), Cedarmas (Čedarmaci), Cicigolis (Ščigle), Clavora (Klavore), Clin (Klin), Coceanzi (Kočjanci), Coliessa (Koleše), Comugnaro, Cranzove (Krancove), Cras (Kras), Domenis (Domejži), Dorbolò (Dorboli), Erbezzo (Arbeč), Flormi (Flormi), Goregnavas (Gorenja vas), Ialig (Jalči), Iuretig (Juretiči), Jerep (Jerebi), Lacove (Lahovo), Lasiz (Laze), Linder (Linder), Loch (Log), Marseu (Marseli), Medves (Medveži), Mersino (Marsin), Montefosca (Čarni varh), Oballa (Obala), Oriecuia (Orehovlje), Ossiach (Ošjak), Paceida (Pačejda), Parmirzi (Par Mirci), Pegliano (Ofijan), Perovizza (Perovica), Pocovaz (Pokovac), Podvarschis (Podvaršč), Pozzera (Pocere), Pulfero (Podbonesec), Puller (Pulerji), Rodda (Ronac), Scubina (Skubini), Sosgne (Šošnje), Spagnut (Španjud), Specognis (Špehonje), Spignon (Varh), Stonder (Štonderji), Stupizza (Štupica), Sturam (Šturmi), Tarcetta (Tarčet), Tuomaz (Tomac), Uodgnach (Uodnjak, Vodnjak) , Zapatocco (Zapatok), Zeiaz (Zejci), Zorza (Žorži)

## Občina Ragogna
Muris, Pignano, Ragogna, San Giacomo, San Pietro, Villuzza

## Občina Ravascletto
Ravascletto, Salars, Zovello

## Občina Raveo
Esemon di Sopra, Raveo

## Občina Reana del Rojale
Cortale, Qualso, Reana, Remugnano, Ribis, Rizzolo, Valle, Vergnacco, Zompitta

## Občina Remanzacco
Cerneglons, Orzano, Remanzacco, Selvis, Ziracco

## Občina Resia (Rezija)
Gniva (Njiva), Oseacco (Osojane), Prato di Resia (Ravanca), Resia (Rezija), San Giorgio (Bilä), Stolvizza (Solbica), Uccea (Učja)

## Občina Resiutta
Cros, Povici di Sopra, Povici di Sotto, Resiutta (Na Beli)

## Občina Rigolato
Givigliana, Gracco, Ludaria, Magnanins, Rigolato, Stalis, Tors, Valpicetto, Vuezzis

## Občina Rive d'Arcano
Rive d'Arcano

## Občina Rivignano Teor
Ariis, Flambruzzo, Rivignano, Sella, Sivigliano, Teor

## Občina Ronchis
Fraforeano , Ronchis

## Občina Ruda
Alture, Cortona, Mortesins, Perteole, Ruda, Saciletto, San Nicolò

## Občina San Daniele del Friuli
Aonedis, Cimano, San Daniele del Friuli, Villanova

## Občina San Giorgio di Nogaro
Chiarisacco, Galli, Porto Nogaro, San Giorgio di Nogaro, Villanova, Zellina, Zuccola

## Občina San Giovanni al Natisone
Bolzano, Dolegnano, Medeuzza, San Giovanni al Natisone (Sveti Janez na Rinži), Villanova del Judrio

## Občina San Leonardo(Podutana)
Altana (Utana), Camugna (Kamunja), Cemur (Čemur), Cernizza (Čarnìca), Cisgne (Čišnje), Cosizza (Kozca, Kozica), Clastra (Hlastra, Hlasta), Cravero (Kravar), Crostù (Hrastovije), Dolegna (Dolenjane), Grabbia (Grobje), Iainich (Jagnjed), Iesizza (Jesičje), Iessegna (Jesenje), Merso di Sopra (Gorenja Mjersa), Merso di Sotto (Dolenja Mjersa), Osgnetto (Ošnije), Ovizza (Ovica), Picig (Pičič, Picič), Picon (Pikon), Podcravero (Podkravar), Postacco (Puoštak), Precot (Prehod), San Leonardo (Sveti Lenart, Podutana), Seuza (Seucè, Selce), Scrutto (Škrutove), Ussivizza (Ušivca), Zabrida (Zabardo), Zamir (Zamjer)

## Občina San Pietro al Natisone (Špeter Slovenov)
Altovizza (Atovca), Azzida (Ažla), Becis (Bečje), Biarzo (Bjarč), Cedron (Čedron), Clenia (Klenje), Cocevaro (Kočebar, Kočevar), Correda (Koreda), Costa (Kuosta, Hosta), Mezzana (Mečana), Oculis (Nokule), Podar (Podar), Ponteacco (Petjag), Puoie (Puoje, Polje), San Pietro al Natisone (Špeter), Sorzento (Sarženta), Sottovernassino (Podbarnas), Tarpezzo (Tarpeč), Tiglio (Lipa), Vernassino (Gorenj Barnas), Vernasso (Barnas)

## Občina San Vito al Torre
Crauglio, Nogaredo al Torre, San Vito al Torre

## Občina San Vito di Fagagna
Ruscletto, San Vito di Fagagna, Silvella

## Občina Santa Maria la Longa
Mereto di Capitolo, Ronchiettis, Santa Maria la Longa, Santo Stefano Udinese, Tissano

## Občina Sappada
Sappada

## Občina Sauris
Field/Velt, La Màina, Latéis, Sàuris di Sopra, Sàuris di Sotto

## Občina Savogna di Cividale (Sovodnje)
Barza (Barca), Brizza di Sopra (Gorenje Barce), Brizza di Sotto (Dolenje Barce), Cepletischis (Čeplešišče), Dus (Dus), Franz (Franci), Gabrovizza (Gàbruca, Gàbrovica), Iellina (Jelina), Ieronizza (Jeronišče), Losaz (Ložac), Masseris (Mašera), Montemaggiore (Matajur), Pechinie di Sopra (Gorenje Pečnije), Pechinie di Sotto (Dolenje Pečnije), Polava (Polava), Savogna (Sovodnje), Stefenig (Štefnič), Tercimonte (Tarčmun, Trčmun)

## Občina Sedegliano Coderno
Gradisca, Grions, Pannellia, Redenzicco, Rivis, San Lorenzo, Sedegliano Coderno, Turrida

## Občina Socchieve
Caprizi, Dilignìdis, Feltrone, Lungis, Mediis, Nonta, Priuso, Socchieve, Viaso

## Občina Stregna (Srednje, Sriednje)
Baiar (Bajar), Cernetig (Černetiči), Clinaz (Klinci), Cobilza (Kobilce), Dughe (Duge), Gnidovizza (Gnjìdovca), Melina (Malina), Oblizza (Oblica), Podgora (Podgora), Polizza (Police), Ponte Clinaz (Klinški màlin), Postregna (Podsrednje), Presserie (Preserje), Raune (Ravne), Saligoi (Šalguje, Šaligoji), Stregna (Srednje, Sriednje), Tribil Inferiore (Dolenji Tarbilj), Tribil Superiore (Gorenji Tarbilj), Varch (Varh), Zamir (Zamir)

## Občina Sutrio
Nojaris, Priola, Sutrio

## Občina Taipana (Tipana
Cornappo (Karnahta), Debellis (Debeliši), Monteaperta (Viškorša), Montemaggiore (Matajur), Ponte Sambo, Platischis (Plestišča), Prossenicco (Prosnid), Taipana (Tipana)

## Občina Talmassons
Flambro, Flumignano, Sant'Andrat, Talmassons

## Občina Tarcento (Čenta)
Bulfons, Ciseriis (Čežarje), Coia (Kujija), Collalto, Collerumiz, Loneriacco, Molinis, Sammardenchia (Šmardeča), Sedilis (Sedila), Segnacco, Stella (Štela), Tarcento (Čenta), Zomeais (Žumaje)

## Občina Tarvisio (Trbiž)
Camporosso in Valcanale (Žabnice), Cave del Predil (Rabelj), Coccau (Kokova), Fusine in Val Romana (Bela peč), Rutte (Rute), Tarvisio (Trbiž)

## Občina Tavagnacco
Adegliacco, Branco, Cavalicco, Colugna, Feletto Umberto, Molin Nuovo, Tavagnacco

## Občina Terzo d'Aquileia
San Martino, Terzo d'Aquileia

## Občina Tolmezzo
Cadunea, Caneva, Casanova, Cazzaso, Fusea, Illegio, Imponzo, Terzo, Lorenzaso, Tolmezzo

## Občina Torreano
Borgo Burelli, Canalutto (Skrila), Costa (Podgrad), Laurini, Masaròlis (Mažarola), Mòntina, Prestènto, Reànt (Drejan), Ronchis, Sottoplòvia, Tàmoris (Tamora), Togliano, Torreano (Tavorjana)

## Občina Torviscosa
Malisana, Torviscosa

## Občina Trasaghis
Alesso, Avasinis, Braulins, Oncedis, Peonis, Trasaghis

## ObčinaTreppo Ligosullo
Ligosullo, Murzalis, Glerii, Siaio, Tausia, Treppo Carnico, Zenodis

## Občina Treppo Grande
Treppo Grande

## Občina Tricesimo
Adorgnano, Ara Grande, Ara Piccola, Braidamatta, Colgallo, Felettano, Fraelacco, Laipacco, Leonacco, Tricesimo (Taržìzem)

## Občina Trivignano Udinese
Clauiano, Melarolo, Merlana, Trivignano Udinese

## Občina Udine
Baldasseria, Beivars, Chiavris, Cormor, Cussignacco, Gervasutta, Godia, Laipacco, Molin Nuovo, Paderno, Paparotti, Rizzi, San Domenico, San Gottardo, Sant'Osvaldo, San Ulderico, Udine (Videm, Viden), Villaggio del Sole

## Občina Varmo
Belgrado, Canussio, Cornazzai, Gradiscutta, Madrisio, Romans, Roveredo, Santa Marizza, Varmo

## Občina Venzone
Pioverno, Portis, Carnia, Venzone

## Občina Verzegnis
Chiaicis, Chiaulis, Intissans, Verzegnis, Villa

## Občina Villa Santina
Invillino, Villa Santina

## Občina Visco
Visco (Višek)

## Občina Zuglio
Fielis, Formeaso, Sezza, Zuglio